# سورات شابد یوگا
سورات شابد یوگا، شکلی از ممارست معنوی است که در سانت مات و بسیاری دیگر از سنت‌های معنوی پیروی می‌شود. "سورات" به معنی توجه یا رویارویی می‌باشد که بیان بیرونی از روح است، "شابد" به معنی کلمه است و یوگا به معنی اتحاد است. اصطلاح کلمه به معنی جریان صوت می‌باشد، جریان حیات قابل شنیدن یا ذات عالی مطلق، که نیروی دینامیکی از انرژی خلقت است. این انرژی از وجود اعظم به سمت ژرفای فضا در آغاز تجلی کائنات همچون ارتعاش صدایی به بیرون فرستاده می‌شود و به پیش فرستاده می‌شود، در طول اعصار ، همه چیزهایی که این جهان را تشکیل می دهند و زنده نگه می دارند را شکل می‌دهد.
ریشه شناسی سورات شابد یوگا، هدف آن را ارائه می‌کند: "اتحاد روح با ذات وجود اعظم مطلق". عبارات دیگری که برای سورات شابد یوگا استفاده می‌شود شامل سیهاج یوگا (راه آسانی منجر به سیهاج یا توازن) مسیر نور و صوت، مسیر قدیسان، سفر روح و یوگای جریان صوت است.

## اصول اساسی
کلمه "سیهاج" به همان نسبت گوروی عشق، گوروی امید، گوروی جنگ، گوروی زمان را شرح می‌دهد. هدف بیان شده سورات شابد یوگا، تشخیص خود واقعی(خوشناسی)، ذات حقیقی(شناخت روح)، حقیقت الهی(شناخت خدا) می‌باشد، در حالی که فرد در جسم فیزیکی زندگی می‌کند. این مسیر شامل سفری از روح جهت اتحاد مجددی در مراحل مختلف با آنچه ذات وجود مطلق متعالی نامیده می‌شود، می‌شود. وصول به خودشناسی و بالاتر از آن، همچنین در جیوان موکشا/ موکتی، آزادی/ رهایی از چرخه سامسارا، چرخه کارمیکی و تناسخ را در حالی کی فرد در جسم فیزیکی است، به ارمغان می‌آورد. تشرف به یک سات گورویی زندهٔ بیرونی(معلم- گورو، سات حقیقی) لازم است و این شامل فعال‌سازی مجدد شابد و استقرار استاد شابد درونی(بازنمودی از آن استاد بیرونی) در چاکرای چشم سوم(تیسرا تیل) است. 
تمارین معنوی(سادهاناس) سیمران(تکرار، به ویژه تکرار مانتراهایی در سکوت که در مراسم تشرف داده می‌شود)، دهایان(تمرکز، مشاهده یا تامل به ویژه بر استاد درون) و بهاجان(گوش دادن به صداهای درونی از طریق شابد یا استاد شابد) را شامل می‌شود.
جهان‌شناسی سورات شابد یوگا کل خلقت(عالم) را به عنوان اینکه در سلسله مراتب متفاوت معنوی جاری شده و ترتیب داده شده به تصویر می کشد، که اغلب به عنوان آنداها(تخم ها)، مناطق یا سطوح بدان‌ها رجوع می‌شود. به‌طور معمول، هشت سطح معنوی بالای جهان فیزیکی توصیف می‌شود، اگر چه نام‌ها و تقسیم بندی‌ها درون این سطوح تا حدی به‌ وسیله جنبش و استاد متفاوت هستند. 
به این ترتیب، خوشناسی در سومین سطح آسمانی، داسوان دار(Daswan Dwar) به دست می‌آید، شناخت روح در چهارمین سطح آسمانی،بهانوار گوپا، به دست می‌آید و در پنجمین سطح آسمانی به خدا شناسی ، ساچ خاند(سات لوک)، نائل می‌شود. (یک نسخه از خلقت از چشم‌اندازی سورات شابد یوگا در سایت یادبود قدیس عجایب سینگ ترسیم می‌شود) . تمام سطوح زیر مناطق صرفاً معنوی، موضوعی برای چرخه‌های خلقت و نابودی(پرالیا) یا انحلال بزرگ(پرالیا ماها) هستند.
این جهان‌شناسی تشکیل آغازین (عالم صغیر) به عنوان ماکت دقیقی از این دنیا را ارائه می‌دهد. در نتیجه، عالم صغیر از تعدادی کالبد تشکیل می‌شود، که هر یک جهت تعامل با سطح متناسبش یا منطقه ایی در عالم مناسب است. این کالبدها در طول یوگا هایی(yuga) از طریق پیوندی(ناشی از سطوح بالاتر به سطوح پایین تر) و تکامل(رجوع از سطوح پایین‌تر به سطوح بالاتر) از جمله از طریق کارما و تناسخ در حالت‌های مختلف آگاهی توسعه یافتند. مسیر نور و صوت شامل آغاز سفر عالم صغیر به‌طور دارمیکی در آگاهی(روح) با راهنمایی و حمایت استاد بیرونی زنده در جهان فیزیکی و استاد شابد درونی در جهان‌های بالاتر می‌شود تا اینکه به مناطق معنویت کامل رسیده شود و رسیدن به شناخت خدا حاصل شود.

## جنبش‌ها و استادان
طرفدارن بر این باورند سورات شابد یوگا توسط جنبش‌هایی با استادان مختلف بسیاری شرح داده شده‌است. هر چند، چون اصول اساسی سنت سورات شابد یوگا برای یک استاد در قید حیات بیرونی جهت تشرف به پیروان در این مسیر لازم است، این جنبش‌هایی که سات گورهای تاریخی در آن فوت کرده‌اند و جانشینانشان ادعایی مبنی بر سات گورو شدن در سورات شابد یوگا ندارند معمولاً به عنوان اینکه جنبش‌ها سورات شابد یوگا می‌باشند چه توسط رهبران متعلق به خودشان یا جنبش‌هایی با استادان در قید حیات کنونی در نظر گرفته نمی‌شوند.
جنبش رادها سوامی سورات شابد یوگا توسط شیودایال سینگ (1818- 1878) و با نام رادها سوامی سات سانگ تقریباً در 1861 تأسیس شد. شیودایال سینگ که همچنین با نام سوامی جی ماهاراج شناخته می‌شود جلسات سات سانگ را برای 17 سال در پانی گالی و سوامی باغ در شهر آگرا هند تا زمان مرگش در 15 ژوئن، 1878 اداره کرد. حدسی در زمینه گوروش و جانشینانش متفاوت است، اگر چه او دستورالعمل‌های کلامی را در آخرین روزهای زندگیش در مورد اینکه چطور پیروانش می بایست آن را نگهداری کنند داد. برطبق نظر رادها سوامی سات سانگ بیاس گوروی وی تولسای صاحیب اهل هتراس بود. برطبق نظر جانشینان سوآمی باغ و دایال باغ، تولسای صاحیب  گوروی معاصر با تعالیمی مشابه شیودایال سینگ بود و شیودایال سینگ فطرتاً سات گورور متولد شد و خودش گورویی نداشت.
بعد از مرگش، 6 جانشین بلافصل تعالیم شیودایال سینگ را حفظ کردند از جمله هازور ماهاراج رائی سالیگرام از پیپال ماندی، شهر آگرا؛ باباجی ماهاراج جایمال سینگ از درا بابا جایمال سینگ که همکنون مقر فعلی رادها سوامی سات سانگ بیاس(RSSB) می‌باشد؛ اطلاعات بیشتر در مورد استادان در قید حیات مرتبط با دودمان شیودایال سینگ می‌تواند در مقاله جنبش سانت مات معاصر یافت شود.
سنت کیرپال سینگ، گوروی سانت مات معاصر، توضیح داد که "نام"(کلمه) در سنت‌های بسیاری از طریق استفاده از شماری از اصطلاحات مختلف توصیف شده‌است. در تعالیمش، عبارات زیر به عنوان مشابهی برای "نام" تفسیر می‌شود:
- "ناد"(naad)، "آکاش بانی"(Akash Bani)، و سروتی(Sruti) در وداها
- نادا(nada) و یودگیت(Udgit)، در اوپانیشاد
- لاگوس(Logos) و کلمه(word) در عهد جدید
- تائو توسط لائو تزه
- موسیقی فلکی توسط فیثاغورث
- سروشا(Sraosha) توسط زرتشت
- کلام (Kalma) و کلام قدیم(Kalam-i-Qadim) در قرآن
- نام، آخند کریتا(Akhand Kirtan) و ساشا (حقیقت) شابد (Sacha ('True') Shabd) توسط گورو گرانت صاحیب

اخیراً اظهار می‌شود که روش مدیتیشن کوان یین که از طریق آموزه‌های معنوی استاد اعظم چینگ های حمایت می‌کند دراری شباهت‌های قابل توجهی به سورات شابد یوگا می‌باشد. و بیان شده‌است که روش مراقبه بر نور و صوت(شابد یوگا) را نیز از وی از تاکار سینگ آموخته است اگر چه هیچ گاه نامی از وی نبرده است.
اکنکار جنبش آمریکایی پیوندهای بسیاری با سورات شابد یوگا دارد از جمله در اصطلاح شناسی، اگر چه مؤسس آمریکایی اش پال توئیچل ارتباط خود را با معلم سابقش کیرپال سینگ برید.
جنبش آگاهی درونی معنوی، همچنین در 1971 در آمریکا توسط جان روگر تأسیس شد و حالا با شاگردانی در 32 کشور، همچنین شکل مشابهی از عمل مراقبه را با نام "تمارین معنوی" تعلیم می‌دهد، آنچه بکارگیری جریان صوت و تون‌های باستانی سانسکریت به منظور حرکت و رجوع به قلمروهای بالاتر روح و به سمت خدا شرح می‌شود.
مسیر استاد(MasterPath) جنبش آمریکایی معاصر دیگری از سورات شابد یوگا است. گری اولسن(Gary Olsen)، استاد در قید حیات کنونی از این جنبش مدعی است که چندین شخصیت تاریخی، سات گوروهایی از سورات شابد یوگا به عنوان نمایندگان ابدی برای استاد شابد درونی هستند. معدودی از این استادان زنده روزگارشان شامل لائو تزه، مسیح، فیثاغورث، سقراط، کبیر، استادان صوفی و شعرای عارف حافظ و مولوی، ده گوروی سیک آغازین با گورو نانک، تولسای صاحیب و رادها سوامی/ و استادان منشعب از آن شامل شیودایال سینگ، بابا ساوان سینگ، بابا فقیر چند، و سنت کیرپال سینگ می‌باشند.
ده سات گوروی سیک در متون شان از نور و صوت درونی بسیار بحث می‌کنند. اولین سات گوروی سیک گورو نانک بود، اما استادش "واهی گورو" (Waheguru) بود. استادان بالا این دو روش را آموزش می دهند. در آنجا استادی هست که 4 تکنیک را شامل این 2 یعنی نور درونی و موسیقی درونی را آموزش می‌دهد. او نور درونی(بینش)، موسیقی درونی(شنیدن)، ارتعاش ازلی(حس لامسه) و شهد(طعم و مزه) را می آموزد.
این به حواس 5 گانه مربوط است و اینکه چطور شما آن‌ها را به درون به تجربه آنچه درون شماست بدل می کنید. ویشنو با 4 دستش به این امر مربوط است. در یک دست چرخه ایی(چاکرا) از نور را در دست دارد. در دست دیگر پوسته صدف حلزونی را برای صدای درونی نگه می دارد(آن را برای گوش شما نگه داشته و شما چیزی می شنوید ). در دستی دیگر گل لوتوسی را که نشان از شهد و رایحه است نگه می دارد و در چهارمین دست گرز آهنی را برای ارتعاش درونی نگه می دارد. اگر شما با آن ضربه به چیزی بزنید، همچون دیاپازون(دوشاخه صوتی مرتعش) مرتعش می گردد. بعضی مردم به این انرژی درونی به عنوان روح اشاره می‌کنند.

## تنوع جنبش‌ها
اگر چه همه جنبش‌های سورات شابد یوگا عناصر مشترک مربوط به اصول پایه ایی را خواهند داشت، اختلافات شایان توجهی نیز وجود دارد. برای مثال قبل از اینکه او جسم فیزیکی اش را ترک کند، دهمین گوروی سیک، گورو گوبیند سیک، گورو گرانت صاحیب را (متنی مقدس) را به عنوان گورو آینده و همیشگی سیک ها برگزید. دیگر جنبش‌ها نیاز به استاد در قید حیات را جهت تشرف شاگردان در شابد ادامه می دهند. جنبش‌ها همچنین در نامه‌های بکار برده شده برای اینکه وجود مطلق متعال را توصیف کنند شامل آنامی پروش(قدرت بی نام) و رادها سوامی(خداوندگار روح)؛ فرمانروایان(خدایان) رئیس و تقسیمات این دنیا، تعداد متشرفان بیرونی، کلماتی که به عنوان مانترا داده می‌شود و تعهدات اولیه یا پیش شرط‌هایی که می بایست قبل از اینکه به عنوان متشرف پذیرفته شود قبول شود بسیار متفاوت خواهند بود.

## تکنیک شابد یوگا
شابد یوگا روش باستانی است که هنگامی که به‌طور صحیحی انجام شود می‌تواند مجموعه‌ای از تجارب قابل توجه را سبب شود، حداقل آن ایجاد یک حس عمیقی از سرحالی است. هر چند این تمرین باستانی (که ظاهراً حداقل به دوره قبل از وداها در هند بر می گردد) بشدت با تغییر دکترین‌های مذهبی درهم پیچیده شده(طیفی از ناتهیسم تا رادها سوامی) است که سادگی تکنیکش تحت‌الشعاع پوشش‌های الاهیاتی غیرضروری قرار گرفته‌است.
این تکنیک در کل پیچیده نیست. این تکنیک، به سادگی می‌تواند در یک جمله طولانی توضیح داده شود. با چشمان و گوش‌هایی بسته بنشینید(چه در یک حالت چمباته با آرنجی که بر روی زانو تکیه داده است یا از یک T -stick برای انجام آن استفاده کنید و انگشت شست خود را داخل گوش فرو کنید)، مدیتیشن‌کننده توجه اش را بر درون و چشم سوم قرار می‌دهد. حالتی که در آن شخص بتواند به صداهای خالص و پالایش شده تری گوش کند و گوش به صداها ی لطیف و نافذ درونی در درون سر بدهد. این سبب ارتقا آگاهی فردی به اشکال ظریف تر و ظریف تری از آگاهی و سعادت می گردد.
طبق آنچه ساوان سینگ(1858- 1948) به‌طور ساده در مورد مدیتیشن نور و صوت اشاره می‌کند این است که کل موضوع فقط توجه است، و سپس توجه پیوسته ایی به مرکز چشم، که از ورود افکار مزاحم دیگر به آگاهی که شما را از این مر کز دور می‌کند، جلوگیری می‌کند. در هنگام نشستن در مراقبه بر نور نباید تلاش کنید که جریان صدا را بشنوید در این زمان نام ها(مانتراها) تکرار می کنیدو دو سوم زمان مدیتیشن خود را به آن اختصاص دهید. و سپس توجهتان را به گوش کردن بر جریان صدا یا صوت متمرکز کنید. یک چیز در یک زمان- بهترین است." 